# Hammerstedt
Hammerstedt est une municipalité allemande du land de Thuringe, dans l’arrondissement du Pays-de-Weimar, au centre de l’Allemagne. En 2015, sa population est de 170 habitants.